# Thomas Häßler
Thomas Jürgen Häßler (* 30. květen 1966, Západní Berlín) je bývalý německý fotbalista a v současnosti[kdy?] fotbalový trenér. Hrával na pozici záložníka.
S německou reprezentací se stal mistrem světa roku 1990 a mistrem Evropy 1996. Získal též stříbrnou medaili na Euru 92, kde byl zařazen i do all-stars týmu. Krom toho se zúčastnil dvou dalších světových šampionátů (1994, 1998) a evropského mistrovství roku 2000. Má také bronzovou medaili z olympijských her v Soulu roku 1988. Celkem za národní tým odehrál 101 utkání, v nichž dal 11 gólů.
V sezóně 1985/86 se s 1. FC Köln probojoval do finále Poháru UEFA.
Dvakrát byl vyhlášen nejlepším fotbalistou Německa (1989, 1992). V anketě Zlatý míč, která hledala nejlepšího fotbalistu Evropy, se roku 1992 umístil na čtvrtém místě.
Měl přezdívku Icke, která odkazovala na jeho berlínský přízvuk a zvláštní vyslovování slova Ich (já).